# Steven Keats
Pour les articles homonymes, voir Keats.
Steven Keats, né le 6 février 1945 dans le Bronx (État de New York) et mort le 8 mai 1994 à Manhattan, est un acteur américain.

## Biographie
Mort par suicide

## Filmographie partielle

### Cinéma
- 1973 : Les Copains d'Eddie Coyle (The Friends of Eddie Coyle) de Peter Yates
- 1974 : Un justicier dans la ville (Death Wish) de Michael Winner
- 1975 : Hester Street de Joan Micklin Silver
- 1976 : Intervention Delta (Sky Riders) de Douglas Hickox
- 1977 : Black Sunday de John Frankenheimer
- 1977 : Le Dernier Dinosaure d'Alexander Grasshoff et Shosei Kotani
- 1979 : The American Success Company de William Richert
- 1982 : Horreur dans la ville de Michael Miller
- 1982 : Riptide S01E12 les maraudeurs